# کارل کرک
کارل کرک (دانمارکی: Karl Kirk; ۵ آوریل ۱۸۹۰ – ۶ مارس ۱۹۵۵) ژیمناست هنری اهل دانمارک بود.